# 水泊寺街道
水泊寺街道是中华人民共和国山西省大同市平城区下辖的一个街道。

## 建置沿革
- 2021年3月，设立水泊寺街道。原水泊寺乡的重熙、永安、恒大、文源4个社区居委会和沙岭、石家寨2个村委会的行政区域为水泊寺街道的行政区域。[2]

- 2021年6月9日，成立3个社区（文兴、永和、太和），同时按照人口和面积科学合理划分社区管理服务区域。[3]

## 行政区划
水泊寺街道下辖重熙、永安、恒大、文源4个社区居委会和沙岭、石家寨2个村委会。
2021年6月9日水泊寺街道优化调整后设2个村（沙岭村、石家寨村）7个社区（重熙、永安、恒大、文源、文兴、永和、太和）。